# Elxleben (Sömmerda)
Elxleben è un comune di 2 274 abitanti della Turingia, in Germania.
Appartiene al circondario (Landkreis) del Sömmerda (targa SÖM).
Svolge il ruolo di "comune amministratore" (Erfüllende Gemeinde) nei confronti del comune di Witterda.

## Geografia fisica
Il territorio comunale è bagnato dal fiume Gera.